# Departamento de Vehículos Motorizados de Texas

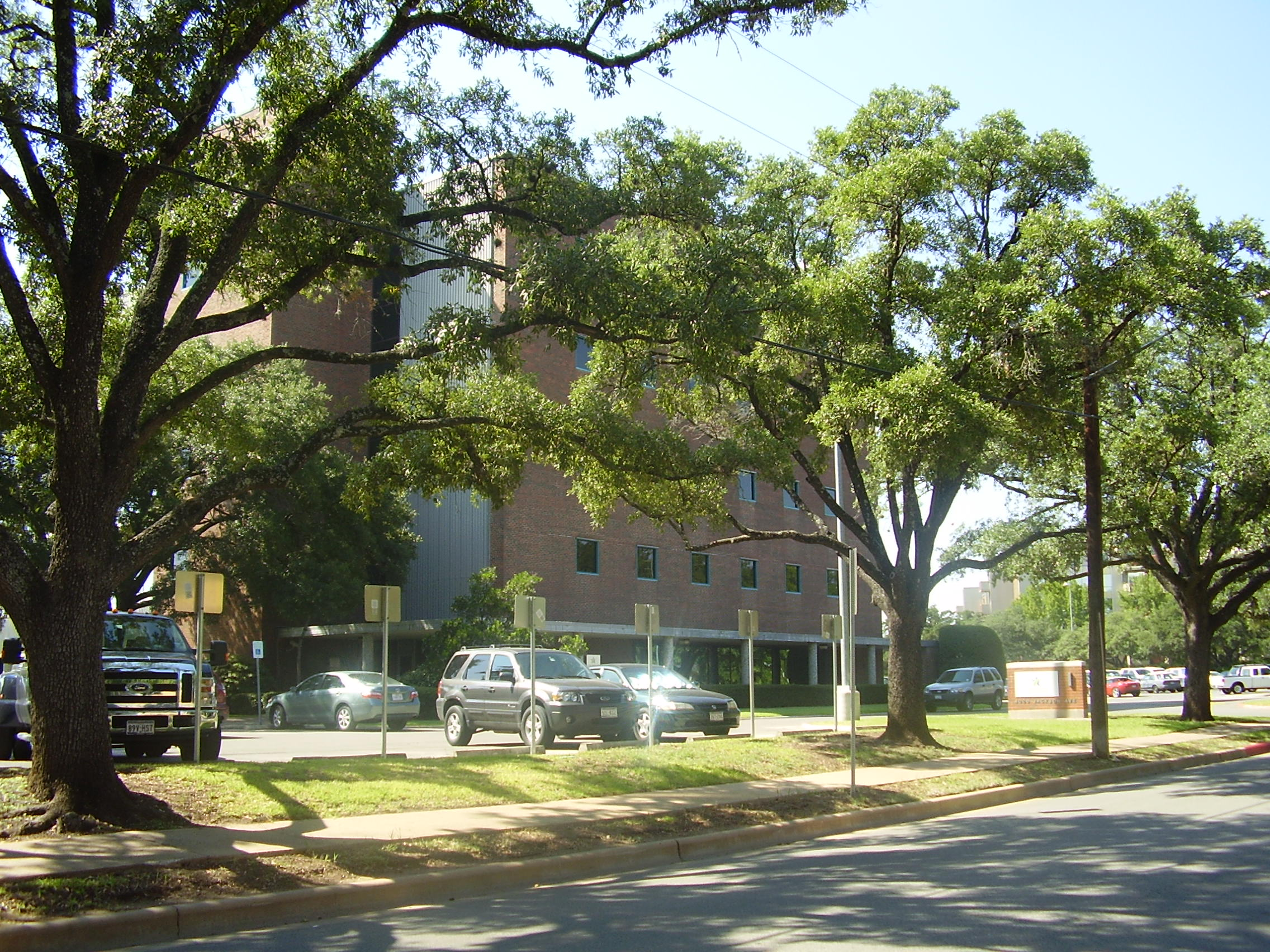
Edificio 1 del Departamento de Vehículos Motorizados de Texas, la sede

El Departamento de Vehículos Motorizados de Texas (en inglés: Texas Department of Motor Vehicles, TxDMV) es una agencia en Texas. El departamento distribuye registros de vehículos de motor y títulos de vehículos de motor. Tiene su sede en Austin. Comenzó operaciones en noviembre de 2009.

### Acerca de las Placas de Matrícula de Texas
Las placas de matrícula de Texas contienen los números únicos utilizados para identificar los vehículos y a los propietarios de esos vehículos. Cada estado en EE. UU. tiene varios tipos de placas para sus vehículos. Cuando compras un coche nuevo, debes registrarlo, y es entonces cuando se te asignará un número de placa de matrícula. Las placas de matrícula pueden registrarse a nombre de cualquier persona u organización. Al registrar una placa de matrícula en Texas, debes proporcionar información específica como tu licencia de conducir de Texas, prueba de residencia y el seguro de auto que tienes para tu vehículo.

## Estadísticas de Vehículos en Texas
- Hay más de 8 millones de vehículos registrados con placas de matrícula de Texas en los EE. UU., a partir del año 2020.
- Texas tiene el segundo mayor número de vehículos registrados en los Estados Unidos; California tiene el mayor número con más de 14 millones.
- Según el Departamento de Transporte de Texas (Texas DOT), hay aproximadamente 500,000 accidentes por año.
- Hubo más de 90 mil arrestos por conducir bajo la influencia (DUI) en 2021, según el Texas DOT.
- Hay 4.2 millones de camionetas registradas en Texas, la mayor cantidad en la nación.
- Texas tiene 80 mil vehículos eléctricos registrados según el Departamento de Energía de los EE. UU.
- Más de 250 millones de personas utilizan el transporte público, según el Contralor de Cuentas Públicas de Texas.
- Hay más de 328 mil motocicletas registradas en Texas a partir del año 2020.
- Más de 65 mil vehículos fueron robados en 2021 según el Departamento de Vehículos  Motorizados de Texas (Texas DMV), y casi 200 mil fueron objeto de robo con allanamiento.[4]

## Estadísticas de Accidentes en Carreteras de Texas
Según el Departamento de Transporte de Texas, hubo 404,307 accidentes de tráfico en Texas en el año 2020, que resultaron en 3,675 fatalidades y 14,522 lesiones graves. La información de la placa de matrícula de Texas se registra para todos los conductores involucrados en un accidente vehicular en Texas. Si un vehículo ha sido declarado pérdida total o ha sufrido daños graves, el título del vehículo puede ser registrado como desecho, o salvamento si fue reparado y vendido de nuevo.
Aquí hay algunas estadísticas adicionales sobre los accidentes en las carreteras de Texas del año 2020:
- 27,159 choques involucrando alcohol, resultando en 1,184 fatalidades y 2,223 lesiones graves.
- 25,634 choques involucrando la conducción distraída, resultando en 364 fatalidades y 2,200 lesiones graves.
- 37,960 choques en áreas urbanas y 135,317 choques en áreas rurales.
- La mayoría de los accidentes en las carreteras de Texas son el resultado de exceso de velocidad, conducción distraída y no ceder el paso.
- Los coches de pasajeros y sedanes estuvieron involucrados en la mayoría de los accidentes, seguidos por camionetas y SUVs.
- Los condados de Texas con el mayor número de fatalidades en accidentes fueron el Condado de Harris, el Condado de Dallas y el Condado de Tarrant.
- La hora más peligrosa del día para estos accidentes en Texas fue entre las 3-7 pm, y el día más peligroso para conducir es el sábado.[5]